# Woeser
Woeser o Wei Se (chino simplificado 唯色, pinyin Wéisè; tibetano, ཚེ་རིང་འོད་ཟེར་, Wylie tshe-ring 'od-zer), de su nombre completo Tsering Woeser, es una poetisa tibetana nacida en Lhasa en julio de 1966.
Nacida en Lhasa de madre tibetana y padre han, su padre y el padre de su padre fueron oficiales del ejército chino. Cuando era pequeña, se instaló con su familia en Kham y se graduó en literatura china en la Universidad de las nacionalidades del suroeste de Chengdu. Trabajó como reportera en Ganzi y luego en Lhasa y vive desde 2003 en Pekín. Está casada con el escritor Wang Lixiong.

## Premios
- 2007: Premio a la libertad de expresión del Sindicato de autores noruegos.[3]
- 2007: Medalla a la libertad de expresión de la Asociación de periodistas del Tíbet[4]
- 2010: La International Women's Media Foundation le otorgó el Premio Internacional a las Mujeres de Coraje.[5][6]
- 2011: Premio Príncipe Claus[7]

## Obras
- Shājié. Sishi nian de jiyi jinqu 《杀劫》(Memoria prohibida. Tíbet en la Revolución Cultural) (Taiwán, Dàkuài wénhuà 大块文化 2006), ISBN 986-7291-84-0.
- Xīzàng Bǐjì 《西藏笔记》 (Guangzhou, Huāchéng chūbǎnshè 花城出版社 2003), ISBN 7-5360-3831-3. Publicado en Taiwán como Míng wéi Xīzàng de shī 《名为西藏的诗》 (Taiwán, Dàkuài wénhuà 大块文化 2006), ISBN 986-7291-90-5.
- Bākuò Jiē de cāngsāng 八廓街的沧桑: Jīn Zhìguó 金志国 (ed.): Xīzàng dāngdài lǚxíngjì 西藏当代旅行记 (Lhasa, Xīzàng rénmín chūbǎnshè 西藏人民出版社 2004), ISBN 7-223-01587-X.
- Jiànghóngsè de Nímǎ Cìrén 绛红色的尼玛次仁, in: Mǎ Míngbó 马明博, Xiāo Yáo 肖瑶 (eds.): Wénhuà míngjiā huà fóyuán 文化名家话佛缘 (Beijing, Zhōngguó dàng'àn chūbǎnshè 中国档案出版社 2004), ISBN 7-80166-415-9.* Jiànghóngsè de dìtú 《绛红色的地图》 (Taiwán, Shíyīng chūbǎnshè 时英出版社 2003), ISBN 986-7762-04-5; (Beijing, Zhōngguó lǚyóu chūbǎnshè 中国旅游出版社 2004), ISBN 7-5032-2247-6.
- Xīzàng zài shàng 《西藏在上》(Xining, Qīnghǎi rénmín chūbǎnshè 青海人民出版社 1999).
- Tibet on Fire: Self-Immolations Against Chinese Rule Verso, London (2016) ISBN 978-1784781538[8]